# دافيد بالليري
دافيد بالليري (بالإنجليزية: David Ball)‏ (14 ديسمبر 1989 في المملكة المتحدة - ) هو لاعب كرة قدم بريطاني في مركز الهجوم. لعب مع سويندون تاون ومانشستر سيتي ونادي بيتربورو يونايتد وفليتوود تاون ونادي روتشديل.

## وصلات خارجية
- دافيد بالليري على موقع قاعدة بيانات كرة القدم.إي يو (الإنجليزية)
- دافيد بالليري على موقع Soccerbase.com (لاعب) (الإنجليزية)